# أوستين ألين
أوستين ألين (بالإنجليزية: Austin Allen)‏ هو لاعب كرة قدم أمريكية أمريكي، ولد في 21 أغسطس 1994 في فايتفيل في الولايات المتحدة.